# Ekaterina Dafowska
Ekaterina Stefanowa Dafowska (bułg. Екатерина Стефанова Дафовска; ur. 28 listopada 1975 w Czepełare) – bułgarska biathlonistka, mistrzyni olimpijska i dwukrotna medalistka mistrzostw świata.

## Kariera
Pierwszy sukces w karierze osiągnęła w 1993 roku, kiedy na mistrzostwach świata juniorów w Ruhpolding wywalczyła brązowy medal w biegu indywidualnym. Na rozgrywanych dwa lata później mistrzostwach świata juniorów w Andermatt była druga w sprincie.
W Pucharze Świata zadebiutowała 17 grudnia 1992 roku w Pokljuce, zajmując 32. miejsce w biegu indywidualnym. Pierwsze punkty (w sezonach 1984/1985-1999/2000 punktowało 25. najlepszych zawodniczek) wywalczyła 9 grudnia 1993 roku w Bad Gastein, gdzie w tej samej konkurencji zajęła 15. miejsce. Pierwszy raz na podium zawodów pucharowych stanęła 16 lutego 1995 roku w Anterselvie, kończąc rywalizację w biegu indywidualnym na drugiej pozycji. W kolejnych startach jeszcze 13 razy stawała na podium, odnosząc przy tym kolejne cztery zwycięstwa: 22 grudnia 2002 roku w Osrblie wygrała bieg pościgowy, 8 stycznia 2003 roku w Oberhofie wygrała sprint, 19 stycznia 2003 roku w Ruhpolding ponownie zwyciężyła w biegu pościgowym, a 23 stycznia 2003 roku w Anterselvie triumfowała w biegu indywidualnym. Najlepsze wyniki osiągnęła w sezonie 2002/2003, kiedy zajęła czwarte miejsce w klasyfikacji generalnej, 36 punktów za trzecią w klasyfikacji Francuzką Sylvie Becaert. W tym samym sezonie była też druga w klasyfikacji biegu indywidualnego oraz trzecia w klasyfikacji sprintu.
Na mistrzostwach świata w Anterselvie w 1995 roku zdobyła brązowy medal w biegu indywidualnym, gdzie wyprzedziły ją jedynie Corinne Niogret z Francji i Niemka Uschi Disl. Wynik ten powtórzyła podczas rozgrywanych dwa lata później mistrzostw świata w Osrblie. Tym razem lepsze okazały się Szwedka Magdalena Forsberg i Ołena Zubryłowa z Ukrainy.  W zawodach tego cyklu była też między innymi czwarta w biegu pościgowym na mistrzostwach świata w Pokljuce w 1998 roku i biegu masowym podczas mistrzostw świata w Oslo w 2002 roku. Walkę o medale przegrywała tam odpowiednio z Niemką Martiną Zellner i Olgą Nazarową z Białorusi.
W 1994 roku wystartowała na igrzyskach olimpijskich w Lillehammer, gdzie zajęła 29. miejsce w sprincie i 13. miejsce w sztafecie. Na rozgrywanych cztery lata później igrzyskach w Nagano wywalczyła złoty medal w biegu indywidualnym. Był to pierwszy w historii złoty medal zimowych igrzysk olimpijskich dla Bułgarii. Pozostałe miejsca na podium zajęły wtedy Ukrainka Ołena Petrowa i Uschi Disl. Tytułu mistrzyni olimpijskiej nie obroniła podczas igrzysk olimpijskich w Salt Lake City w 2002 roku, gdzie zajęła piąte miejsce. Na tej samej imprezie blisko medalu była też w sztafecie, gdzie razem z koleżankami z reprezentacji była czwarta. Brała również udział w igrzyskach w Turynie w 2006 roku, gdzie była między innymi ósma w biegu masowym i sztafecie.
Zdobyła ponadto złoty medal w biegu indywidualnym podczas mistrzostw Europy w Mińsku w 2004 roku oraz srebrny w sztafecie i brązowy w sprincie na mistrzostwach Europy w Langdorf dwa lata później.
W 2006 roku zakończyła karierę.
Po zakończeniu kariery prowadziła hotel w Rodopach. W 2010 roku została prezydentem Bułgarskiej Federacji Biathlonu.

## Osiągnięcia

### Igrzyska olimpijskie
| Rok  | Miejscowość    | Konkurencje | Konkurencje | Konkurencje | Konkurencje | Konkurencje | Konkurencje | Konkurencje |
| Rok  | Miejscowość    | IN          | SP          | PU          | MS          | RL          | MR          | SR          |
| ---- | -------------- | ----------- | ----------- | ----------- | ----------- | ----------- | ----------- | ----------- |
| 1994 | Lillehammer    | –           | 29.         | nd.         | nd.         | 13.         | nd.         | –           |
| 1998 | Nagano         | 1.          | 29.         | nd.         | nd.         | 16.         | nd.         | –           |
| 2002 | Salt Lake City | 5.          | 15.         | 10.         | nd.         | 4.          | nd.         | –           |
| 2006 | Turyn          | 11.         | 33.         | 28.         | 8.          | 8.          | nd.         | –           |

### Mistrzostwa świata
| Rok  | Miejscowość     | Konkurencje | Konkurencje | Konkurencje | Konkurencje | Konkurencje | Konkurencje | Konkurencje |
| Rok  | Miejscowość     | IN          | SP          | PU          | MS          | RL          | MR          | SR          |
| ---- | --------------- | ----------- | ----------- | ----------- | ----------- | ----------- | ----------- | ----------- |
| 1995 | Anterselva      | 3.          | 31.         | nd.         | nd.         | 7.          | nd.         | –           |
| 1997 | Osrblie         | 3.          | 19.         | 6.          | nd.         | 11.         | nd.         | –           |
| 1998 | Pokljuka        | nd.         | nd.         | 4.          | nd.         | nd.         | nd.         | –           |
| 1999 | Kontiolahti     | 10.         | 14.         | 14.         | 6.          | 9.          | nd.         | –           |
| 2001 | Pokljuka        | 18.         | 10.         | 18.         | 18.         | 6.          | nd.         | –           |
| 2002 | Pokljuka        | nd.         | nd.         | nd.         | 4.          | nd.         | nd.         | –           |
| 2003 | Chanty-Mansyjsk | 8.          | 29.         | 25.         | 11.         | 7.          | nd.         | –           |
| 2004 | Oberhof         | 17.         | 21.         | 16.         | 6.          | 6.          | nd.         | –           |
| 2005 | Hochfilzen      | 5.          | 21.         | 12.         | 22.         | 9.          | nd.         | –           |

### Puchar Świata

#### Miejsca w klasyfikacji generalnej
| Sezon     | Miejsce |
| --------- | ------- |
| 1992/1993 | -       |
| 1993/1994 | 38.     |
| 1994/1995 | 25.     |
| 1995/1996 | 48.     |
| 1996/1997 | 17.     |
| 1997/1998 | 16.     |
| 1998/1999 | 11.     |
| 2000/2001 | 19.     |
| 2001/2002 | 11.     |
| 2002/2003 | 4.      |
| 2003/2004 | 14.     |
| 2004/2005 | 21.     |
| 2005/2006 | 27.     |

#### Miejsca na podium chronologicznie
| Lp. | Dzień       | Rok  | Miejscowość | Konkurencja                | Lokata | Pudła   | Czas biegu | Strata  | Zwycięzca          |
| --- | ----------- | ---- | ----------- | -------------------------- | ------ | ------- | ---------- | ------- | ------------------ |
| 1.  | 16 lutego   | 1995 | Anterselva  | Bieg indywidualny na 15 km | 3.     | 0+0+0+0 | 51:16,3    | +54,3   | Corinne Niogret    |
| 2.  | 6 lutego    | 1997 | Osrblie     | Bieg indywidualny na 15 km | 3.     | 0+1+1+0 | 48:17,3    | +2:23,8 | Magdalena Forsberg |
| 3.  | 8 marca     | 1997 | Nagano      | Sprint na 7,5 km           | 3.     | 0+0     | 22:37,5    | +13,4   | Olga Romaśko       |
| 4.  | 9 lutego    | 1998 | Nagano      | Bieg indywidualny na 15 km | 1.     | 0+0+1+0 | 54:52,0    | –       | –                  |
| 5.  | 10 marca    | 2002 | Östersund   | Bieg pościgowy na 10 km    | 3.     | 0+0+1+0 | 30:15,4    | +23,6   | Magdalena Forsberg |
| 6.  | 21 marca    | 2002 | Oslo        | Sprint na 7,5 km           | 2.     | 0+0     | 22:07,6    | +2,1    | Katrin Apel        |
| 7.  | 13 grudnia  | 2002 | Östersund   | Sprint na 7,5 km           | 3.     | 0+0     | 23:29,4    | +5,8    | Linda Grubben      |
| 8.  | 22 grudnia  | 2002 | Osrblie     | Bieg pościgowy na 10 km    | 1.     | 1+1+0+0 | 32:45,6    | –       | –                  |
| 9.  | 8 stycznia  | 2003 | Oberhof     | Sprint na 7,5 km           | 1.     | 1+0     | 23:26,2    | –       | –                  |
| 10. | 12 stycznia | 2003 | Oberhof     | Bieg masowy na 12,5 km     | 2.     | 1+1+0+1 | 41:14,6    | +3,0    | Uschi Disl         |
| 11. | 19 stycznia | 2003 | Ruhpolding  | Bieg pościgowy na 10 km    | 1.     | 1+0+1+0 | 33:20,8    | –       | –                  |
| 12. | 23 stycznia | 2003 | Anterselva  | Bieg indywidualny na 15 km | 1.     | 0+1+0+0 | 43:37,6    | –       | –                  |
| 13. | 9 lutego    | 2003 | Kontiolahti | Bieg masowy na 12,5 km     | 3.     | 0+1+1+0 | 39:43,4    | +22,4   | Kati Wilhelm       |
| 14. | 13 marca    | 2004 | Oslo        | Bieg pościgowy na 10 km    | 2.     | 0+0+0+1 | 35:48,2    | +10,5   | Olga Miedwiedcewa  |